# Alma Qeramixhi
Alma Qeramixhi (ur. 14 listopada 1963 w Korczy) – albańska lekkoatletka, wieloboistka.
Podczas igrzysk olimpijskich w Barcelonie (1992) nie ukończyła siedmioboju.

## Rekordy życiowe
- Siedmiobój lekkoatletyczny – 5553 pkt. (1990)[1] rekord Albanii[2][3][4]